# Эвоглу (Агдамский район)
Эвоглу́ (азерб. Evoğlu) — село в Агдамском районе Азербайджана.

## Этимология
Название происходит от рода Йива и слова «оглу» (потомок). В переводе на русский — потомки рода Йива.

## История
Первые упоминания села датированы началом XIX века.
Село Эв-оглы в 1913 году согласно административно-территориальному делению Елизаветпольской губернии относилось к Зангишалинскому сельскому обществу Шушинского уезда.
Согласно результатам Азербайджанской сельскохозяйственной переписи 1921 года, селение Ев-оглы входило в состав Караханлинского сельского общества Шушинского уезда Азербайджанской ССР. Население — 307 человек (67 хозяйств), преобладающая национальность — тюрки азербайджанские (азербайджанцы).
В 1926 году согласно административно-территориальному делению Азербайджанской ССР село относилось к дайре Каркар Агдамского уезда.
После реформы административного деления и упразднения уездов в 1929 году был образован Карадаглинский сельсовет в Агдамшском районе Азербайджанской ССР.
Согласно административному делению 1961 и 1977 года село Эвоглу входило в Карадаглинский сельсовет Агдамского района Азербайджанской ССР.
В 1999 году в Азербайджане была проведена административная реформа и был учрежден Карадаглинский муниципалитет Агдамского района.

## География
Неподалёку от села протекает река Каркарчай.
Село находится в 13 км от райцентра Агдам, в 24 км от временного райцентра Кузанлы и в 347 км от Баку. Ближайшая ж/д станция — Агдам.
Высота села над уровнем моря — 252 м.

## Население
| Численность населения | Численность населения | Численность населения |
| 1886                  | 1979                  | 2009                  |
| --------------------- | --------------------- | --------------------- |
| 188                   | ↗880                  | ↗1359                 |

## Климат
В селе холодный семиаридный климат.

## Инфраструктура
В селе начато строительство детского сада на 100 мест.